# Cory Schneider
Cory Franklin Schneider (* 18. März 1986 in Marblehead, Massachusetts) ist ein ehemaliger US-amerikanisch-schweizerischer Eishockeytorwart, der im Verlauf seiner aktiven Karriere zwischen 2004 und 2023 unter anderem 424 Spiele für die Vancouver Canucks, New Jersey Devils und New York Islanders in der National Hockey League (NHL) bestritten hat. Im Jahr 2011 gewann Schneider die William M. Jennings Trophy als Torhüter mit dem geringsten Gegentorschnitt der NHL.

## Karriere

### College
Cory Schneider begann seine Karriere als Eishockeyspieler in der Mannschaft des USA Hockey National Team Development Program, für das er in der Saison 2003/04 in der North American Hockey League aktiv war. Anschließend wurde er im NHL Entry Draft 2004 in der ersten Runde als insgesamt 26. Spieler von den Vancouver Canucks ausgewählt. Zunächst besuchte er jedoch von 2004 bis 2007 das Boston College, für dessen Eishockeymannschaft er parallel in der National Collegiate Athletic Association spielte. Mit dem Boston College gewann der Torwart 2005 und 2007 jeweils die Meisterschaft der Hockey East. Schneider konnte während seiner Collegezeit auch persönlich überzeugen. In seinem Rookiejahr 2004/05 wurde er sowohl in das Hockey East All-Rookie Team, als auch das Hockey East All-Tournament Team berufen. Zudem erhielt er den Bernie Burke Outstanding Freshman Award, der vom Boston College, an den besten Spieler in seinem ersten Collegejahr vergeben wird. In der Saison 2005/06 wurde er in das NCAA East First All-American Team sowie das Hockey East Second All-Star Team gewählt. Zudem erhielt er den Hockey East Goaltending Award als Torwart mit dem niedrigsten Gegentorschnitt und wurde im März 2006 zum Torwart des Monats ernannt und erhielt am Ende der Saison 2006/07 den Norman F. Dailey Memorial Award als bester Spieler des Boston College.

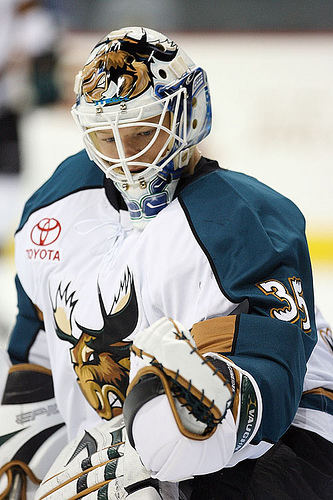
Schneider im Trikot der Manitoba Moose (2009)

### NHL

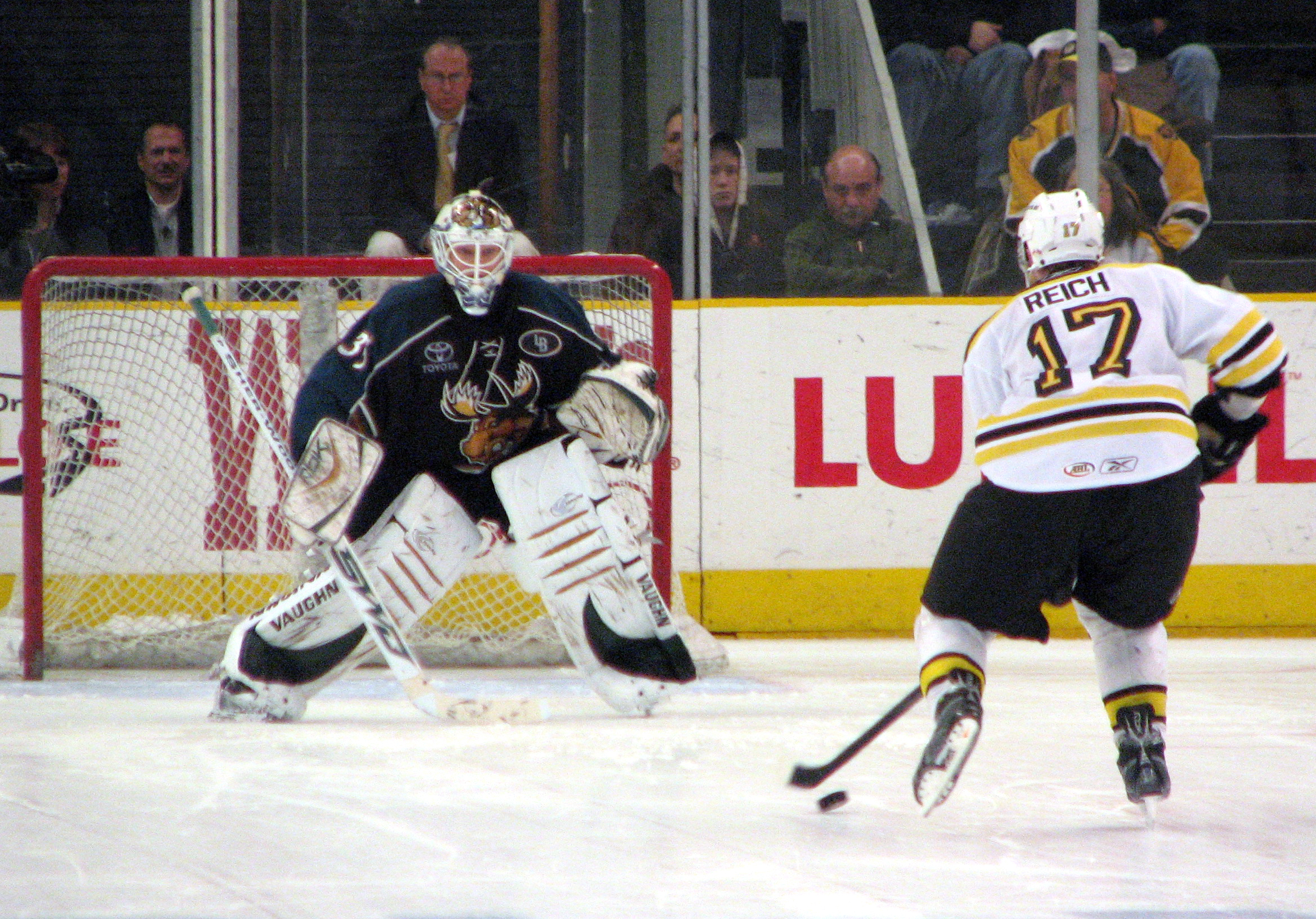
Schneider bei einem Shootout für die Manitoba Moose (2009)

In der Saison 2007/08 gab Schneider sein Debüt im professionellen Eishockey für die Manitoba Moose, das American-Hockey-League-Farmteam der Vancouver Canucks. In 36 Spielen gelangen ihm in seinem Rookiejahr 21 Siege und er hatte einen Gegentorschnitt von 2,28 bei einer Fangquote von 91,6 Prozent. Aufgrund seines starken Profidebüts wurde er im März 2008 zum Rookie des Monats der Liga gewählt. Während seiner Zeit in der Mannschaft aus Winnipeg konnte der Kanadier vor allem in der Saison 2008/09 überzeugen. Aufgrund seiner guten Leistungen im Farmteam, beriefen ihn die Vancouver Canucks am 22. November 2008 als Ersatz für den verletzten Roberto Luongo erstmals in ihren NHL-Kader, nachdem er bis dahin zehn Siege in Folge mit den Manitoba Moose erreicht hatte. Dafür wurde er zum AHL-Torwart des Monats November ernannt. Am 29. November 2008 gab er bei der 1:3-Niederlage gegen die Calgary Flames sein Debüt in der National Hockey League. Sein erster NHL-Sieg gelang ihm am 5. Dezember beim 2:1-Erfolg über die Minnesota Wild. Insgesamt bestritt Schneider in dieser Saison acht Spiele in der NHL für Vancouver, ehe mit Jason LaBarbera ein weiterer Torwart verpflichtet wurde und der US-Amerikaner am 5. Januar 2009 wieder zu den Manitoba Moose zurückgeschickt wurde. Anschließend konnte er seine Siegesserie in der AHL auf 13 ausbauen und stellte einen weiteren Franchiserekord der Manitoba Moose auf. Beim AHL All-Star Classic stand er in der Startaufstellung des Teams PlanetUSA. Im weiteren Saisonverlauf führte er seine Mannschaft bis in das Finale um den Calder Cup, in dem er mit den Manitoba Moose den Hershey Bears mit 2:4 Siegen unterlag. Zusammen mit Karl Goehring, mit dem er abwechselnd im Tor der Moose stand, erhielt er den Harry „Hap“ Holmes Memorial Award für das AHL-Torwartgespann mit dem niedrigsten Gegentorschnitt. Schneider selbst, der in den 40 Spielen der regulären Saison, in denen er das Tor hütete, im Schnitt nur 2,04 Gegentore pro Spiel zuließ und eine Fangquote von 92,8 Prozent erreichte, erhielt darüber hinaus den Aldege „Baz“ Bastien Memorial Award als bester Torwart der Liga und wurde in das First All-Star Team der AHL gewählt. Der Gegentorschnitt stellte auch einen franchiseinternen Rekord bei den Manitoba Moose dar.
In der Saison 2009/10 lief Schneider fast ausschließlich für die Manitoba Moose in der AHL auf, während er in der NHL zwei Spiele für Vancouver bestritt. Nach dem Wechsel von Andrew Raycroft zu den Dallas Stars, stieg der US-Amerikaner zur Saison 2010/11 zum zweiten Torwart der Canucks hinter dem kanadischen Torwart Roberto Luongo auf. Am 6. März 2011 gelang ihm sein erster Shutout in der NHL, als Schneider in der Begegnung gegen die Anaheim Ducks 26 Torschüsse parierte. Am Ende der Spielzeit 2011/12 gewann er mit Luongo die William M. Jennings Trophy als Torhüterduo mit dem geringsten Gegentorschnitt der NHL. Den Lockout der Saison 2012/13 verbrachte er derweil beim HC Ambrì-Piotta in der Schweiz. Ende Juni 2013 wurde er dann im Austausch für ein Erstrunden-Wahlrecht im NHL Entry Draft 2013 zu den New Jersey Devils transferiert.
Bei den Devils bestätigte Schneider initial seine Leistungen der Vorjahre und stieg schnell zum Stammtorwart auf, sodass er im Juli 2014 einen neuen Siebenjahresvertrag unterzeichnete, der ihm mit Beginn der Spielzeit 2015/16 ein durchschnittliches Jahresgehalt von sechs Millionen US-Dollar einbringen sollte. Ab der Saison 2016/17 gingen seine Statistiken jedoch deutlich zurück, ehe er seinen Stammplatz über die Saisons 2017/18 und 2018/19 an Keith Kinkaid abgeben musste. Letztlich kam er gar überwiegend bei den Binghamton Devils in der AHL zum Einsatz, ehe die Devils ihm im Oktober 2020 seine verbleibenden zwei Vertragsjahre ausbezahlten (buy-out), sodass er sich seither als Free Agent auf der Suche nach einem neuen Arbeitgeber befand. Diesen fand er im Januar 2021 in den New York Islanders, die ihn jedoch nur in zwei Partien bei den Bridgeport Sound Tigers in der AHL einsetzten. Im September 2021 wurde sein Vertrag schließlich verlängert, sodass der Torwart noch bis zum Ende der Saison 2022/23 bei dem nun als Bridgeport Islanders firmierenden Kooperationspartner zu Einsätzen kam. Für die New York Islanders selbst kam er in diesem Zeitraum lediglich zu einem Spiel. Im September 2023 gab der 37-Jährige schließlich das Ende seiner aktiven Laufbahn bekannt.

### International
Für die USA nahm Schneider im Juniorenbereich an der U18-Junioren-Weltmeisterschaft 2004 sowie den U20-Junioren-Weltmeisterschaften 2005 und 2006 teil. Bei der U18-Junioren-Weltmeisterschaft 2004 gewann er dabei mit seiner Mannschaft die Silbermedaille. Im Seniorenbereich stand er im Aufgebot seines Landes bei der Weltmeisterschaft 2007, blieb als Ersatztorwart jedoch ohne Einsatz. Erneut zum Team USA gehörte Schneider erst beim World Cup of Hockey 2016, bei dem er mit 18 Minuten Einsatzzeit debütierte, mit der Mannschaft allerdings bereits in der Gruppenphase ausschied.

## Erfolge und Auszeichnungen
| - 2005 Lamoriello-Trophy-Gewinn mit dem Boston College - 2005 Hockey East All-Rookie Team - 2005 Hockey East All-Tournament Team - 2005 Bernie Burke Outstanding Freshman Award - 2006 Hockey-East-Torwart des Monats März - 2006 NCAA East First All-American Team - 2006 Hockey East Second All-Star Team - 2006 Hockey East Goaltending Award - 2006 Norman F. Dailey Memorial Award | - 2007 Lamoriello-Trophy-Gewinn mit dem Boston College - 2008 AHL-Rookie des Monats März - 2008 AHL-Torwart des Monats November - 2009 Teilnahme am AHL All-Star Classic - 2009 AHL First All-Star Team - 2009 Harry „Hap“ Holmes Memorial Award (gemeinsam mit Karl Goehring) - 2009 Aldege „Baz“ Bastien Memorial Award - 2011 William M. Jennings Trophy (gemeinsam mit Roberto Luongo) - 2016 Teilnahme am NHL All-Star Game |

### International
- 2004 Silbermedaille bei der U18-Junioren-Weltmeisterschaft

## Rekorde
- Meiste Siege eines Torwarts bei den Manitoba Moose: 35 (Saison 2009/10)
- Niedrigster Gegentorschnitt bei den Manitoba Moose: 2,04 (Saison 2008/09)
- Meiste Siege in Folge bei den Manitoba Moose ohne Unterbrechung: 10 (17. Oktober 2008 bis 20. November 2008)
- Meiste Siege in Folge bei den Manitoba Moose: 13 (17. Oktober 2008 bis 10. Januar 2009)

## Karrierestatistik

### International
Vertrat die USA bei:
| - U18-Junioren-Weltmeisterschaft 2004 - U18-Junioren-Weltmeisterschaft 2005 - U20-Junioren-Weltmeisterschaft 2006 | - Weltmeisterschaft 2007 - World Cup of Hockey 2016 - Weltmeisterschaft 2019 |

(Legende zur Torhüterstatistik: GP oder Sp = Spiele insgesamt; W oder S = Siege; L oder N = Niederlagen; T oder U oder OT = Unentschieden oder Overtime- bzw. Shootout-Niederlage; Min. = Minuten; SOG oder SaT = Schüsse aufs Tor; GA oder GT = Gegentore; SO = Shutouts; GAA oder GTS = Gegentorschnitt; Sv% oder SVS% = Fangquote; EN = Empty Net Goal; 1 Play-downs/Relegation; Kursiv: Statistik nicht vollständig)